# Chevrolet Bolt
O Chevrolet Bolt ou Bolt EV é um veículo elétrico compacto, hatchback, produzido pela Chevrolet em parceria com a LG. Na Europa foi vendido como Opel Ampera-e.
O Bolt começou a ser vendido em dezembro de 2016 nos Estados Unidos, e em fevereiro de 2017 na Europa. O veículo possui autonomia estimada de 383 km. Em 2017, foram vendidas mais de 22.000 unidades do Bolt no mercado norte-americano, posicionando-o como o terceiro veículo elétrico mais vendido.
A linha Bolt deve sair de linha até o final de 2023 para abrir espaço para uma nova geração de elétricos da Chevrolet.